# Hemicycla adansoni
Hemicycla adansoni é uma espécie de gastrópode  da família Helicidae
É endémica de Espanha.